# In My Own Words
In My Own Words è l'album di debutto del cantautore R&B statunitense Ne-Yo, pubblicato nel 2006.

## Composizione
Ne-Yo iniziò a lavorare all'album nel 2005, dopo il lancio del primo singolo Stay, Ne-Yo incontra i produttori norvegesi Stargate ai Sony Music Studios e nonostante il cantante ha già iniziato a lavorare al suo primo album, ma decide di affidarsi al duo norvegese dopo aver ascoltato i loro lavori, e così i tre si ritrovano a lavorare insieme in una sessione di registrazione che produce già nel suo secondo giorno la canzone So Sick, che all'inizio del 2006 arriva a sorpresa al numero 1 della Billboard Hot 100 in USA, lanciando Ne-Yo come cantante R&B e il duo norvegese come nuovo e innovativo team di produttori. Dopo il grande successo del primo singolo il cantante lancia i due singoli When You're Mad e Sexy Love, quest'ultimo raggiungerà un buon successo negli Stati Uniti vincendo il disco di platino e la settima posizione della Billboard Hot 100.

## Tracce
1. Stay (feat. Peedi Peedi)- 3:54
2. Let Me Get This Right - 3:47
3. So Sick - 3:27
4. When You're Mad - 3:43
5. It Just Ain't Right - 3:48
6. Mirror - 3:48
7. Sign Me Up - 3:27
8. I Ain't Gotta Tell You - 3:17
9. Get Down Like That - 4:05
10. Sexy Love - 3:40
11. Let Go - 3:48
12. Time - 3:29

Tracce bonus dell'edizione Deluxe
1. Get Down Like That (Remix featuring Ghostface Killah) - 4:57

## Classifiche
| Classifica (2006) | Posizione massima |
| ----------------- | ----------------- |
| Australia         | 41                |
| Austria           | 63                |
| Francia           | 20                |
| Germania          | 27                |
| Nuova Zelanda     | 35                |
| Svizzera          | 11                |
| Regno Unito       | 14                |
| Stati Uniti       | 1                 |
| Stati Uniti (R&B) | 1                 |